# Tipula (Lunatipula) michoacana
Tipula (Lunatipula) michoacana is een tweevleugelige uit de familie langpootmuggen (Tipulidae). De soort komt voor in het Neotropisch gebied.